# IMI SR-99
Das IMI SR-99 ist ein israelisches Scharfschützengewehr, das Mitte der 1990er-Jahre von der Firma Integrated Security Systems Group (ISSG) im Auftrag von Israel Military Industries entwickelt wurde. 
Das SR-99 ist ein modifiziertes IMI Galatz. Es wurde vor allem am Gewicht gespart, dazu wurden die voll einstellbare Schulterstütze und der Handschutz aus CFK gefertigt. Weiter wurden ein einstellbares Griffstück sowie ein an der Schulterstütze befestigter in der Höhe verstellbarer Erdsporn angebracht. Serienmäßig wird es mit einem über dem Lauf befestigten Anti-Hitzeschlierenband ausgeliefert. 
Das Äußere des Gewehrs ist im Gegensatz zum Galatz komplett in Schwarz gehalten.